# Letmathe
Letmathe is een voormalig stadje, nu het meest westelijke stadsdeel van de gemeente Iserlohn, in de Märkischer Kreis in de Duitse deelstaat Noordrijn-Westfalen. 

## Geografie

### Ligging
Letmathe ligt in het noordwesten van het Sauerland, in het benedendal van de Lenne, in een bergachtige omgeving met kalkrotsen. Het hoogste punt is de Hilkenhohl bij Lössel. Het is per trein bereikbaar, zie: Station Iserlohn-Letmathe.

### Stadsindeling
Letmathe was opgedeeld in 12 stadsdelen: Letmathe, Stübbeken, Genna, Oestrich, Obergrüne, Lasbeck, Stenglingsen, Dröschede, Grürmannsheide, Lössel, Roden en Pillingsen. Zie ook onder Iserlohn: Bevolkingscijfers.

## Geschiedenis
Letmathe wordt voor het eerst vermeld in 1036 in een inventaris van de Abdij Werden. Deze wordt ondertussen als een vervalsing beschouwd, maar Genna wat "aan de overkant van het water" betekent, werd reeds vermeld in 980. Daaruit concludeert men dat er ook daadwerkelijk iets aan de overkant van iets moet liggen, en dat is dan Letmathe.
Begin 13e eeuw vormde de burcht op de burchtheuvel Oestrich (als "Cometia Osteric) de kiem van het Graafschap Limburg. In 1220 wordt de plaats Grüne vermeld en in 1395 de hoeve op de Honsel.
Het dorp Letmathe wordt in 1573 opgetekend in de atlas van Christiaan Sgroten.
Tot in de late 14e eeuw heersten de Heren van Letmathe vanuit Haus Letmathe. Daarna volgen meerdere verschillende heren, waaronder de familie Brabeck in de late 16e eeuw.
In 1812 werd ondernemer Wilhelm Ebbinghaus Heer van Letmathe. Aan de Lenne bouwde hij in 1818 een papiermolen die een van de grootste 19e-eeuwse papiermolens van Duitsland was.
De economie kende in de 19e eeuw een grote bloei, mede door de aanleg van de steenweg naar Iserlohn en de komst van de spoorlijn Hagen - Siegen. In 1859 werd op de zuidelijke oever van de Lenne het station geopend.
Tussen 1914 en 1917 werd onder leiding van Joseph Buchkremer de Sint-Kiliaankerk gebouwd.
Letmathe werd geheel zelfstandig in 1921 en verkreeg in 1936 stadsrechten.
Het stadspark, eerst "Schlageterpark" later "Volkspark" genoemd werd in 1934 geopend.
Het eerste rusthuis ontstond in 1946 in de villa van Wilhelm Ebbinghaus aan de Oeger Straße.
In 1954 besloten de gemeenten Oestrich en Lössel zich bij de nieuw te vormen "Stad Letmathe" te voegen, wat in 1956 ook effectief gebeurde, maar niet zonder grote gebiedsafstand door Oestrich aan Iserlohn. In 1975 werd Letmathe zelf een stadsdeel van de nieuw gevormde "Stad Iserlohn".

Wapen Letmathe

## Wapen
Het stadswapen werd aangenomen naar aanleiding van de verlening van stadsrechten in 1936. Het is gebaseerd op het wapen van de Heren van Letmathe. De leeuw is die van het Graafschap Limburg en verwijst naar de vroegere autoriteit van het graafschap over Letmathe.

## Partnerstad
Sinds 1966 was de Franse stad Auchel partnerstad van Letmathe. Na de fusie van 1975 werden de contacten door Iserlohn verdergezet.